# Râul Valea Morilor, Valea Neagră
Râul Valea Morilor este un curs de apă, afluent al râului Valea Neagră. 